# Hygrobates foreli
Hygrobates foreli är en kvalsterart som först beskrevs av Hermann Lebert 1874.  Hygrobates foreli ingår i släktet Hygrobates och familjen Hygrobatidae. Inga underarter finns listade i Catalogue of Life.